# Sørarnøy
Sørarnøy is een plaats in de Noorse gemeente Gildeskål, provincie Nordland. Sørarnøy telt 205 inwoners (2007) en heeft een oppervlakte van 0,66 km².